# Rolfeo
El rolfeo o rolfing es una forma de medicina alternativa considerada pseudociencia desarrollada originalmente por Ida Rolf (1896 a 1979) bajo el nombre de integración estructural que se promueve con afirmaciones no demostradas de tener varios beneficios para la salud. Se basa en las ideas de Rolf sobre cómo el "campo de energía" del cuerpo humano puede producir beneficios cuando "es alineado" con el campo gravitacional terrestre.
El rolfeo generalmente administra como una serie de diez sesiones prácticas de manipulación física a veces llamadas "la receta". Los practicantes combinan terapia manual superficial y profunda con indicaciones de movimiento. Este proceso en ocasiones resulta doloroso. No existen estudios que demuestren que el rolfeo sea seguro.
Los principios del rolfeo contradicen el conocimiento médico establecido, no hay pruebas sólidas de que este sea eficaz para el tratamiento de ningún problema de salud ni que tenga una relación costo-beneficio positiva, y ha sido caracterizado como charlatanería.

## Base conceptual
El escritor científico Edward Ernst ofrece esta definición: "El rolfeo es un sistema de trabajo corporal inventado por Ida Pauline Rolf que emplea una manipulación profunda de los tejidos blandos del cuerpo supuestamente para realinear y equilibrar las estructuras miofasciales del cuerpo".
El rolfeo se basa en la creencia no demostrada de que tal alineación da como resultado una mejora en el movimiento, la respiración, reducción del dolor, reducción del estrés, e incluso cambios emocionales.

Rolf describiía el cuerpo como si estuviese organizado alrededor de un eje perpendicular a la tierra, empujado hacia abajo por la gravedad. Y creía que la función del cuerpo era óptima cuando estaba alineado con esa fuerza. En su opinión, la gravedad tiende a acortar la fascia, lo que provoca un desorden de la disposición del cuerpo alrededor de su eje y crea desequilibrio, ineficiencia en el movimiento y dolor. Los rolfeos tienen como objetivo alargar la fascia para restaurar la disposición del cuerpo alrededor de su eje y facilitar un mejor movimiento. Rolf también discutió esto en términos de "energía" diciendo:
Los rolferos hacemos de la vida un estudio de relacionar los cuerpos y sus campos con la tierra y su campo de gravedad, y organizamos el cuerpo de tal manera que el campo de gravedad puede reforzar el campo de energía del cuerpo. Este es nuestro concepto principal.
A veces se habla de la manipulación considerándola como un tipo de trabajo corporal o como un tipo de masaje. Algunos osteópatas fueron influenciados por Rolf, y algunos de sus estudiantes se convirtieron en profesores de masaje, incluido uno de los fundadores de la liberación miofascial.
Rolf afirmaba haber encontrado una asociación entre las emociones y los tejidos blandos, escribiendo "aunque el rolfeo no es principalmente un enfoque psicoterapéutico de los problemas de los humanos, sí constituye un acercamiento a la personalidad a través de los componentes de colágeno miofascial del cuerpo físico." Afirmaba que el rolfeo podía equilibrar los aspectos mentales y emocionales de los sujetos, y que "los asombrosos cambios psicológicos que aparecieron en los individuos rolfeados fueron completamente inesperados". Los rolferos sugieren que sus manipulaciones pueden provocar la liberación de dolorosos recuerdos reprimidos. También sostienen que manipulando el cuerpo pueden producir cambios en la personalidad, por ejemplo, enseñarle a alguien a caminar con confianza lo convertirá en una persona más segura. Esta conexión entre la estructura física y la psicología no ha sido probada por estudios científicos.

## Técnica
Los rolferos postulan que manipulan las capas fasciales del cuerpo. Y también utilizan una combinación de reentrenamiento de movimiento activo y pasivo.
El rolfeo se realiza típicamente en una progresión de 10 sesiones, a veces llamada "la receta". Las primeras tres sesiones del protocolo se enfocan en los tejidos superficiales, las siguientes cuatro se enfocan en los tejidos más profundos y específicamente en la pelvis, y las sesiones finales actúan sobre todo el cuerpo.
Una sesión suele durar entre 60 y 90 minutos. El destinatario usa ropa interior. Las posiciones para el trabajo incluyen acostarse en una mesa, sentarse y pararse.
Los tratamientos de rolfeo a veces son dolorosos. Para los adultos, puede haber momentos de sensación intensa durante el tratamiento o dolor posterior. Sin embargo, la técnica se puede ser realizada con suavidad para niños y ancianos. Rolf creía que la fascia se aprieta como mecanismo de protección y, por lo tanto, pensó que un enfoque agresivo podría ser contraproducente.

## Efectividad y recepción
En 2015, el Departamento de Salud del gobierno de Australia publicó una revisión de 17 terapias alternativas, incluida el rolfeo, que concluyó que no se encontró evidencia de efectividad. En consecuencia, en 2017, el gobierno australiano nombró al rolfeo como una práctica que no califica para el subsidio de seguro médico, para garantizar el mejor uso de los fondos de seguros.
La Sociedad Estadounidense del Cáncer dice que las manipulaciones profundas de los tejidos blandos, como las que se usan en el rolfeo, son una preocupantes si se practican en personas con cáncer cerca de los sitios del tumor.
Los defensores del rolfeo afirman que se puede utilizar para aliviar el dolor. Sin embargo, el enfoque del rolfeo acerca de la "alineación" apropiada de las estructuras del cuerpo no refleja los conocimientos derivados de la ciencia moderna acerca del dolor y sus causas.
En 2010, el periódico New York Times informó que el rolfeo estaba disfrutando de un "resurgimiento" tras el respaldo proporcionado por Mehmet Oz en The Oprah Winfrey Show.
Debido a su dependencia de conceptos vitalistas y sus proposiciones sin evidencia sobre la conexión entre la manipulación física y la psicología, el rolfeo se clasifica como una pseudociencia, y su práctica se ha caracterizado como charlatanería.
Escribiendo para Science-Based Medicine, el abogado Jann Bellamy declara que en los Estados Unidos de América el público no está adecuadamente protegido de las prácticas de trabajo corporal como el rolfeo debido a la falta de supervisión independiente; en cambio, la regulación se lleva a cabo dentro de un sistema de "circuito cerrado" por organismos como la Junta Nacional de Certificación de Masaje Terapéutico y Trabajo Corporal.

## Historia
Ida Rolf comenzó a trabajar con clientes en la ciudad de Nueva York en la década de 1940 con la premisa de que la estructura humana podía organizarse "en relación con la gravedad". Desarrolló la integración estructural con uno de sus hijos y en la década de 1950 enseñaba su técnica de trabajo en los Estados Unidos.
A mediados de la década de 1960, comenzó a enseñar en el Instituto Esalen, donde reunió un grupo de seguidores leales de estudiantes y practicantes. Esalen fue el epicentro del Movimiento de Potencial Humano, lo que permitió a Rolf intercambiar ideas con muchos de sus líderes, incluido Fritz Perls.
Rolf incorporó una serie de ideas de otras áreas, incluida la manipulación osteopática, la osteopatía craneal, el hatha yoga y la semántica general de Alfred Korzybski.
En 1971 fundó el Instituto Rolf de Integración Estructural. La escuela tiene su sede en Boulder, Colorado, desde 1972, y en 2010 incluía cinco institutos en todo el mundo.

### El campo de la integración estructural
Desde la muerte de Rolf, el campo de la integración estructural se ha ramificado en varias escuelas. 
De estas escuelas, el Instituto Rolf es el único que utiliza los términos de marca registrada "Rolfing" y "Certified Rolfer".
Otros programas de Integración Estructural certifican "Practicantes del Método Rolf de Integración Estructural", incluido el Gremio para la Integración Estructural, Hellerwork Structural Integration, Aston Patterning, SOMA, KMI, y una docena de otros programas de integración estructural. Existe una organización de membresía profesional llamada Asociación Internacional de Integración Estructural, que cuenta con profesionales certificados por examen desde 2007.
En algunos estados de EE. UU. como Nuevo Hampshire y Nevada, existe una licencia separada para Integración Esctructural.
A nivel internacional, algunos países tienen una junta de salud que regula el trabajo corporal, mientras que otros no. Por ejemplo, cuatro provincias canadienses requieren una licencia para los profesionales del trabajo corporal. Y Suiza tiene una licencia separada para terapias complementarias, incluida la integración estructural.

## Lectura adicional
- Jones, Tracey Un. (2004). "Rolfing". Jones, Tracey A. (2004). «Rolfing». Physical Medicine and Rehabilitation Clinics of North America 15 (4): 799-809, vi. PMID 15458753. doi:10.1016/j.pmr.2004.03.008. Jones, Tracey A. (2004). «Rolfing». Physical Medicine and Rehabilitation Clinics of North America 15 (4): 799-809, vi. PMID 15458753. doi:10.1016/j.pmr.2004.03.008. (4): 799@–809, vi. doi:10.1016/j.pmr.2004.03.008. Jones, Tracey A. (2004). «Rolfing». Physical Medicine and Rehabilitation Clinics of North America 15 (4): 799-809, vi. PMID 15458753. doi:10.1016/j.pmr.2004.03.008. Jones, Tracey A. (2004). «Rolfing». Physical Medicine and Rehabilitation Clinics of North America 15 (4): 799-809, vi. PMID 15458753. doi:10.1016/j.pmr.2004.03.008..
- Williams WF (2013). "Rolfing". Enciclopedia de Pseudociencia: De Abducciones de Alienígena para Calificar Terapia. Routledge. p. 331. Williams WF (2013). «Rolfing». Encyclopedia of Pseudoscience: From Alien Abductions to Zone Therapy. Routledge. p. 331. ISBN 978-1-135-95522-9. Williams WF (2013). «Rolfing». Encyclopedia of Pseudoscience: From Alien Abductions to Zone Therapy. Routledge. p. 331. ISBN 978-1-135-95522-9..